# San José del Río Blanco
San José del Río Blanco är en ort i Mexiko.   Den ligger i kommunen General Zaragoza och delstaten Nuevo León, i den centrala delen av landet, 500 km norr om huvudstaden Mexico City. San José del Río Blanco ligger 1 427 meter över havet och antalet invånare är 236.
Terrängen runt San José del Río Blanco är bergig åt nordväst, men åt sydost är den kuperad. San José del Río Blanco ligger nere i en dal. Runt San José del Río Blanco är det mycket glesbefolkat, med 5 invånare per kvadratkilometer. Närmaste större samhälle är La Aldea, 13,2 km norr om San José del Río Blanco. Omgivningarna runt San José del Río Blanco är i huvudsak ett öppet busklandskap.